# Le Chant du désert (film, 1943)
Pour les articles homonymes, voir Le Chant du désert et The Desert Song.
Pour plus de détails, voir Fiche technique et Distribution.
Le Chant du désert (The Desert Song) est un film musical américain de Robert Florey, sorti en 1943 aux États-Unis et inspiré de l'opérette éponyme créée en 1926 à Broadway.
Il a fait l'objet d'un remake en technicolor en 1953 : The Desert Song.

## Synopsis
Paul Hudson, qui mène un groupe de bandits dans le désert contre plusieurs nazis, veut les utiliser comme employés pour son entreprise de chemin de fer.

## Fiche technique
- Titre : Le Chant du désert
- Titre original : The Desert Song
- Réalisation : Robert Florey
- Scénario : Robert Buckner d'après l'opérette Le Chant du désert de Oscar Hammerstein II, Otto Harbach, Frank Mandel et Laurence Schwab
- Direction artistique : Charles Novi
- Décors : Jack McConaghy (en)
- Costumes : Marjorie Best et Leah Rhodes
- Photographie : Bert Glennon
- Effets visuels : Edwin B. DuPar
- Montage : Frank Magee
- Musique : Heinz Roemheld
- Chorégraphie : LeRoy Prinz
- Production : Robert Buckner
- Société de production et de distribution : Warner Bros. Pictures
- Pays de production : États-Unis
- Langue originale : Anglais
- Format : Couleurs - 35 mm - 1,37:1 - Mono
- Genre : Aventure, guerre et film musical
- Durée : 90 minutes
- Date de sortie :
  - États-Unis : 17 décembre 1943

## Distribution
- Dennis Morgan : Paul Hudson
- Irene Manning : Margot
- Bruce Cabot : Colonel Fontaine
- Lynne Overman : Johnny Walsh
- Gene Lockhart : Pere FanFan
- Faye Emerson : Hajy
- Victor Francen : Caid Yousseff
- Curt Bois : François
- Jack La Rue : Lieutenant Bertin
- Marcel Dalio : Tarbouch

Acteurs non crédités
- Noble Johnson : Abdel Rahmen
- Fritz Leiber : Ben Sidi
- Frank M. Thomas : Sergent LeBlanc

## Récompenses et distinctions
- Oscars 1945 : Nomination à l'Oscar de la meilleure direction artistique

## Autour du film
- Les chansons de l'opérette originale sont de Sigmund Romberg, mais elles n'ont pas été reprises pour le film.